# Biblischer Zoo Jerusalem
Koordinaten: 31° 44′ 58″ N, 35° 10′ 37″ O
Der Biblische Zoo Jerusalem (hebräisch גַּן הַחַיּוֹת הַתָּנָ"כִי בִּירוּשָׁלַיִם Gan ha-Chajjōt ha-TaNa"Chī b-Īrūschalajim, deutsch ‚Tanachischer Garten der Tiere in Jerusalem‘) (seit 1993 Tisch Family Zoological Gardens) ist ein Zoo in Jerusalem-Malcha.
Sein erster Vorgänger wurde 1928 als Kinderzoo im Privathaus des Zoologen Aharon Shulov in der Harav Kook Straße eröffnet. Er wurde 1941 auf ein größeres Gelände in der Shmuel-haNavi-Straße in der Innenstadt verlegt. Nach Beschwerden aus der Nachbarschaft konnte 1947 ein Stück Land auf dem Skopusberg erworben werden, wo der Zoo jedoch nur kurze Zeit bleiben konnte. Im Palästinakrieg wurden die meisten der etwa 300 Tiere getötet. Infolge des Waffenstillstands mit Jordanien gerieten die verbliebenen 20 Tiere in die Hand der jordanischen Armee, die sie 1950 in ein neues Quartier in Romema übergab, wo der Zoo neu aufgebaut wurde. Nach Schließung des Zoos in Romema 1991 erfolgte der Umzug nach Malcha am Südwestrand der Stadt, wo das Gelände 1993 eröffnet wurde und bis heute genutzt wird.
Die Idee bei Gründung des Zoos bestand darin, alle in der hebräischen Bibel erwähnten Tierarten zu zeigen. Im Laufe der Jahre erweiterte sich der Tierbestand darüber hinaus auch auf nichtbiblische Tiere wie Giraffen oder Tiger, auch wenn einheimische Tierarten weiter den Schwerpunkt der Schau bilden.
2010 lebten 271 Tierarten in der Einrichtung:
- 60 Fischarten
- 68 Säugetierarten
- 28 Reptilienarten
- 11 Amphibienarten
- 104 Vogelarten.[1]

Die heutige Fläche des Zoos beträgt 22 Hektar. Der Zoo ist Mitglied der European Association of Zoos and Aquaria, der World Association of Zoos and Aquariums, der Israel Zoo Association und International Species Information System. Die 1993 erfolgte Umbenennung geschah aufgrund der Spende der Tisch-Familie aus New York in Höhe von 5 Mio. US-Dollar.
2009 gab es 738.000 Besucher.